# Stan Walker
Stan Walker (Melbourne, 23 ottobre 1990) è un cantante e attore neozelandese.

## Biografia
Nato a Melbourne e di origini maori, Walker ha incrementato la propria visibilità dopo aver partecipato alla settima stagione di Australian Idol, edizione nella quale è stato incoronato vincitore. In seguito è stato pubblicato il primo album in studio Introducing, certificato platino dalla Australian Recording Industry Association e triplo platino dalla Recorded Music NZ, che si è classificato sul podio sia in Australia sia in Nuova Zelanda. Il successo del disco si è convertito in quattro vittorie nell'ambito del New Zealand Music Award, il principale riconoscimento musicale nazionale, e in due nomination agli ARIA Music Awards.
L'artista ha imbarcato la sua prima tournée in Nuova Zelanda nel 2011 a supporto di From the Inside Out, pubblicato nell'agosto 2010, certificato platino e numero uno nelle Official Aotearoa Music Charts. Il singolo Choose You gli ha valso un New Zealand Music Award. Nel maggio dell'anno successivo ha aperto il concerto di Nicki Minaj a Brisbane, in ambito del suo Pink Friday Tour.
È divenuto mentore all'adattamento di X Factor per due stagioni consecutive tra il 2013 e il 2015. Nello stesso arco di tempo ha anche fatto il suo debutto cinematografico, interpretando il ruolo di Turei nel film Mt. Zion.
La raccolta Impossible (Music by the Book), pubblicata il 25 settembre 2020, si è fermata al 9º posto nella graduatoria neozelandese, conseguendo il platino con oltre 15 000 unità distribuite. Anche i dischi Inventing Myself (2013), The Platinum Collection (2015) e Impossible (Music by the Book) (2020) sono platino. Take It Easy è divenuta la sua hit più popolare in patria, accumulando cinque platini equivalenti a 150 000 unità vendute.

## Discografia

### Album in studio
- 2009 – Introducing
- 2010 – From the Inside Out
- 2011 – Let the Music Play
- 2013 – Inventing Myself
- 2015 – Truth & Soul
- 2021 – Te arohanui
- 2022 – All In

### Album dal vivo
- 2020 – Live with The Levites

### EP
- 2010 – Choose You
- 2014 – Holding You (con Ginny Blackmore)
- 2018 – Stan

### Raccolte
- 2013 – The Complete Collection
- 2015 – The Platinum Collection
- 2020 – Impossible (Music by the Book)

### Singoli
- 2009 – Black Box
- 2010 – Unbroken
- 2010 – Homesick
- 2011 – Loud
- 2011 – Light It Up
- 2012 – Music Won't Break Your Heart
- 2013 – Bulletproof
- 2015 – Start Again (feat. Samantha Jade)
- 2016 – You Never Know
- 2017 – Messages
- 2017 – Tennessee Whiskey (con Parson James)
- 2017 – New Takeover
- 2017 – Find You
- 2018 – Gimme Your Love
- 2019 – Faith Hope Love
- 2019 – Give
- 2019 – Tena ra koe/Thank You
- 2019 – Choose (feat. Hamo Dell)
- 2019 – Cool Down (con Seth Haapu)
- 2020 – Mexico (feat. Kings)
- 2020 – Slow Down (feat. Kaylan Arnold)
- 2020 – I Don't Want the Fame
- 2020 – Bigger
- 2021 – Don't Worry Baby (con Celina Sharma)
- 2021 – Tau te mārire/Take It Easy
- 2021 – Matemateāone
- 2021 – Come Back Home
- 2022 – Feelings (feat. Kings)
- 2022 – Favourite Part About Christmas
- 2023 – I Am
- 2024 – Māori ki te ao
- 2024 – Ki taku awa
- 2024 – Back to the River

## Filmografia
- Mt. Zion, regia di Tearepa Kahi (2013)
- Born to Dance, regia di Tammy Davis (2015)
- Selvaggi in fuga (Hunt for the Wilderpeople), regia di Taika Waititi (2016)
- The Stolen, regia di Niall Johnson (2017)
- Chasing Comets, regia di Jason Perini (2018)